# Vivienne Acheampong
Vivienne Acheampong née le 30 novembre 1984 à Londres en Angleterre est une actrice britannique. 

## Filmographie

### Cinéma
- 2015 : The Trap : Che
- 2020 : Sacrées sorcières : la mère d'Alice

### Télévision
- 2016 : Doctors : Hattie Parsons
- 2016 : The Aliens : la prof
- 2016 : We the Jury : Wolf
- 2017 : Holby City : Grace Imari
- 2018–2020 : Famalam : personnages divers (7 épisodes)
- 2019 : Charlie, monte le son : Dawn
- 2020 : Meurtres au paradis : Sandrine Lamore
- 2020 : The Other One : Saff
- 2020 : The Emily Atack Show (3 épisodes)
- 2021 : The One : Grace Kenu (3 épisodes)
- 2022 : Sandman : Lucienne[2]
- 2023 : Everything Now : Viv